# New Sodmy
New Sodmy fue una banda japonesa de rock formada en marzo de 2001 por Mayu y Kamijo, entonces miembros de Lareine banda que se encontraba en una pausa en sus actividades. La formación se completó con Aya en la guitarra y You como bajista, dejando la batería a miembros de soporte. Editaron 2 álbumes y 5 sencillos además de dos VHS en vivo y un split. Después de participar en varias giras en agosto de 2002 la agrupación se separó.

## Miembros
- Vocalista: Kamijo
- Guitarrista: Aya
- Bajista: You

### Otros miembros
- Baterista de soporte: Maeda Hitoshi
- Exguitarrista: Mayu

## Discografía

### Álbumes
| Año  | Álbum                                                | Posiciones                       | Posiciones                       |
| Año  | Álbum                                                | Oricon Style Albums Weekly Chart | Oricon Style Albums Weekly Chart |
| Año  | Álbum                                                | Indie                            | General                          |
| ---- | ---------------------------------------------------- | -------------------------------- | -------------------------------- |
| 2002 | Confess to a Crime - Lanzamiento: 10 de mayo de 2002 | -                                | -                                |
| 2002 | Confess to a Love - Lanzamiento: 26 de junio de 2002 | -                                | -                                |

### Sencillos
| Año  | Sencillo        | Posiciones                        | Posiciones                        | Álbum              |
| Año  | Sencillo        | Oricon Style Singles Weekly Chart | Oricon Style Singles Weekly Chart | Álbum              |
| Año  | Sencillo        | Indie                             | General                           | Álbum              |
| ---- | --------------- | --------------------------------- | --------------------------------- | ------------------ |
| 2001 | «White Lie»     | —                                 | -                                 | Confess to a Crime |
| 2001 | «Jeaulousy»     | —                                 | -                                 | Confess to a Crime |
| 2002 | «Style»         | —                                 | -                                 | Confess to a Crime |
| 2002 | «A Way of Life» | —                                 | -                                 | Confess to a Love  |
| 2002 | «Imagine»       | —                                 | -                                 | Confess to a Love  |

### Álbumes en VHS
| Tipo      | Título                            | Fecha de lanzamiento    | Discográfica    |
| --------- | --------------------------------- | ----------------------- | --------------- |
| Concierto | Tour " Cat Walk" 2002 -Documents. | 10 de mayo de 2002      | Veletta Records |
| Concierto | Last Lie                          | 28 de noviembre de 2002 | Veletta Records |